# Rendez-Vous '87
 (février 2018).
Si vous disposez d'ouvrages ou d'articles de référence ou si vous connaissez des sites web de qualité traitant du thème abordé ici, merci de compléter l'article en donnant les références utiles à sa vérifiabilité et en les liant à la section « Notes et références ».

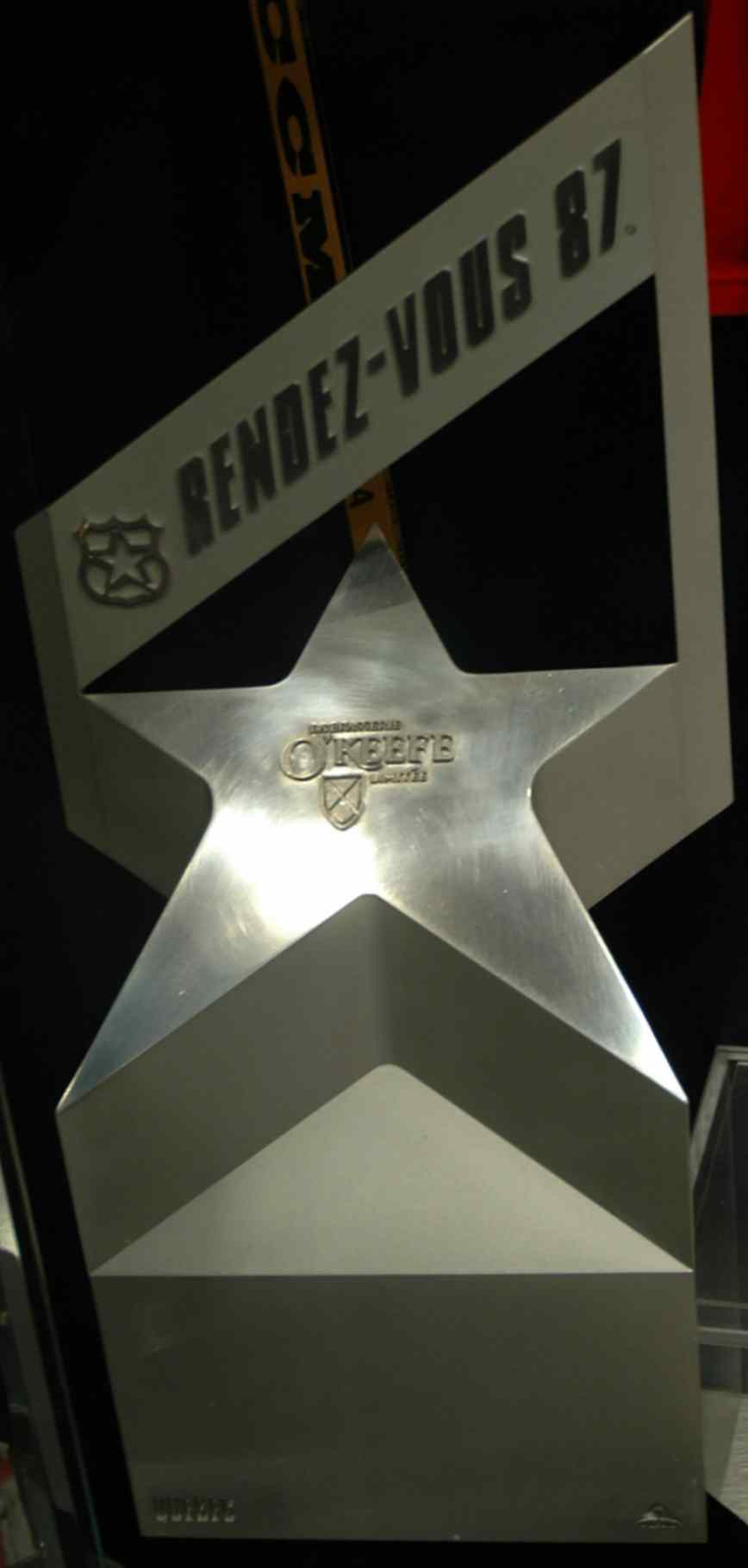
Le trophée remis aux champions.

Rendez-vous '87 est une série de deux matchs de hockey sur glace entre l'équipe de l'URSS et une sélection de joueurs de Ligue nationale de hockey d'Amérique du Nord.
Les matchs eurent lieu à Québec au Canada le 11 et le 13 février 1987 et furent organisés par le personnel des Nordiques de Québec menés par Marcel Aubut, en place et lieu du Match des étoiles de la LNH. L'équipe soviétique fut payée 80 000 dollars alors que les joueurs nord-américains versèrent leurs gains à un fonds de pension pour les joueurs (350 000 $). Les deux matchs eurent lieu au milieu d'une fête de cinq jours (à partir du 9 février 1987).
Rendez-vous '87 a succédé à la Coupe Challenge de 1979.

## Premier match (11 février)
Le match fut arbitré par Sergueï Morozov, arbitre soviétique. Il était assisté de Ray Scapinello et Ron Finn devant un public de 15 399 personnes.

### Sélections
| Équipe     | Équipe         | LNH | URSS |
| ---------- | -------------- | --- | --- |
| Entraîneur | Entraîneur     | - Jean Perron Canadiens de Montréal - Michel Bergeron Nordiques de Québec (Ass) - Bob Johnson Flames de Calgary (Ass) | - Viktor Tikhonov |
| Joueurs    | Gardien de but | - 31 Grant Fuhr des Oilers d'Edmonton | - 20 Ievgueni Belocheïkine du HK CSKA Moscou |
| Joueurs    | Défenseurs     | - 3 Mike Ramsey des Sabres de Buffalo - 4 Rod Langway des Capitals de Washington - 5 Rick Green des Canadiens de Montréal - 6 Raymond Bourque des Bruins de Boston - 8 Ulf Samuelsson des Whalers de Hartford - 24 Doug Wilson des Blackhawks de Chicago - 25 Chris Chelios des Canadiens de Montréal | - 2 Viatcheslav Fetissov du HK CSKA Moscou (Capitaine) - 4 Igor Stelnov du HK CSKA Moscou - 5 Vassili Pervoukhine du HK Dinamo Moscou - 6 Mikhaïl Tatarinov du HK Dinamo Moscou - 7 Alekseï Kassatonov du HK CSKA Moscou - 8 Alekseï Goussarov du HK CSKA Moscou - 12 Sergueï Starikov du HK CSKA Moscou - 14 Zinetoula Bilialetdinov du HK Dinamo Moscou |
| Joueurs    | Ailier gauche  | - 9 Glenn Anderson des Oilers d'Edmonton - 19 Kirk Muller des Devils du New Jersey | - 15 Andreï Khomoutov du HK CSKA Moscou - 22 Sergueï Priakhine des Krylia Sovetov - 24 Sergueï Makarov du HK CSKA Moscou - 29 Iouri Khmylev des Krylia Sovetov |
| Joueurs    | Centres        | - 10 Dale Hawerchuk des Jets de Winnipeg - 11 Mark Messier des Oilers d'Edmonton - 20 Dave Poulin des Flyers de Philadelphie - 66 Mario Lemieux des Penguins de Pittsburgh - 99 Wayne Gretzky des Oilers d'Edmonton (Capitaine)                                                                       | - 11 Igor Larionov du HK CSKA Moscou - 18 Aleksandr Semak du HK Dinamo Moscou - 27 Viatcheslav Bykov du HK CSKA Moscou - 30 Anatoli Semionov du HK Dinamo Moscou |
| Joueurs    | Ailier droit   | - 14 Kevin Dineen des Whalers de Hartford - 15 Esa Tikkanen des Oilers d'Edmonton - 16 Michel Goulet des Nordiques de Québec - 17 Jari Kurri des Oilers d'Edmonton - 28 Tomas Sandström des Rangers de New York - 32 Claude Lemieux des Canadiens de Montréal                                         | - 9 Vladimir Kroutov du HK CSKA Moscou - 13 Valeri Kamenski du HK CSKA Moscou - 16 Sergueï Svetlov du HK Dinamo Moscou - 19 Mikhaïl Varnakov du Torpedo Gorki |

### Résumé du match
| Équipe        | LNH | URSS |
| ------------- | --- | --- |
| Score final   | 4 | 3 |
| Buts inscrits | - 05:23 Kurri (Gretzky, Tikkanen) - 37:00 Anderson (M. Lemieux) - 47:03 Dineen (Poulin, Hawerchuk) - 58:45 Poulin (M. Lemieux, Wilson) | - 38:42 Kassatonov (Makarov) - 42:03 Bykov (Khomoutov, Starikov) - 48:04 Semionov (Tatarinov, Varnakov) |
| Pénalités     | - 10:30 C. Lemieux - 15:34 Bourque - 32:28 Hawerchuk - 48:18 Tikkanen                                                                  | - 34:37 Pénalité d'équipe (Kamenski)                                                                    |
| Tirs au but   | 27 (11-9-7) | 24 (5-9-10)                                                                                             |

## Second match (13 février)
Les arbitres furent : Dave Newell assisté de Ray Scapinello et Ron Finn devant 15 395 personnes.

### Sélections
| Équipe     | Équipe         | LNH | URSS |
| ---------- | -------------- | --- | --- |
| Entraîneur | Entraîneur     | - Jean Perron Canadiens de Montréal - Michel Bergeron Nordiques de Québec (Ass) - Bob Johnson Flames de Calgary (Ass) | - Viktor Tikhonov |
| Joueurs    | Gardien de but | - 31 Grant Fuhr des Oilers d'Edmonton | - 20 Ievgueni Belocheïkine du HK CSKA Moscou |
| Joueurs    | Défenseurs     | - 3 Mike Ramsey des Sabres de Buffalo - 4 Rod Langway des Capitals de Washington - 5 Rick Green des Canadiens de Montréal - 6 Ray Bourque des Bruins de Boston - 8 Ulf Samuelsson des Whalers de Hartford - 21 Normand Rochefort des Nordiques de Québec - 24 Doug Wilson des Blackhawks de Chicago - 25 Chris Chelios des Canadiens de Montréal | - 2 Viacheslav Fetissov du HK CSKA Moscou (Capitaine) - 4 Igor Stelnov du HK CSKA Moscou - 5 Vassili Pervoukhine du HK Dinamo Moscou - 6 Mikhail Tatarinov du HK Dinamo Moscou - 7 Alekseï Kassatonov du HK CSKA Moscou - 8 Alekseï Goussarov du HK CSKA Moscou - 12 Sergueï Starikov du HK CSKA Moscou - 14 Zinetoula Bilialetdinov du HK Dinamo Moscou |
| Joueurs    | Ailier gauche  | - 9 Glenn Anderson des Oilers d'Edmonton - 19 Kirk Muller des Devils du New Jersey | - 15 Andreï Khomoutov du HK CSKA Moscou - 22 Sergueï Priakhine des Krylia Sovetov - 24 Sergueï Makarov du HK CSKA Moscou - 29 Iouri Khmylev des Krylia Sovetov |
| Joueurs    | Centres        | - 10 Dale Hawerchuk des Jets de Winnipeg - 11 Mark Messier des Oilers d'Edmonton - 20 Dave Poulin des Flyers de Philadelphie - 66 Mario Lemieux des Penguins de Pittsburgh - 99 Wayne Gretzky des Oilers d'Edmonton (Capitaine) | - 11 Igor Larionov du HK CSKA Moscou - 18 Aleksandr Semak du HK Dinamo Moscou - 21 Sergueï Nemtchinov des Krylia Sovetov - 27 Viatcheslav Bykov du HK CSKA Moscou - 30 Anatoli Semionov du HK Dinamo Moscou |
| Joueurs    | Ailier droit   | - 14 Kevin Dineen des Whalers de Hartford - 15 Esa Tikkanen des Oilers d'Edmonton - 16 Michel Goulet des Nordiques de Québec - 17 Jari Kurri des Oilers d'Edmonton - 32 Claude Lemieux des Canadiens de Montréal | - 9 Vladimir Kroutov du HK CSKA Moscou - 10 Viatcheslav Lavrov du SKA Saint-Pétersbourg - 13 Valeri Kamenski du HK CSKA Moscou - 16 Sergueï Svetlov du HK Dinamo Moscou - 19 Mikhaïl Varnakov du Torpedo Gorki |

### Résumé du match
| Équipe        | LNH | URSS |
| ------------- | --- | --- |
| Score final   | 3 | 5 |
| Buts inscrits | - 03:32 Messier (Kurri, Gretzky) - 47:33 Wilson (Gretzky, Goulet) - 59:23 Bourque (M. Lemieux, Gretzky) | - 23:13 Kamenski (Khomoutov, Bykov) - 25:17 Kroutov (Fetissov, Larionov) - 39:41 Kamenski - 49:13 Semionov (Larionov) - 52:29 Khomoutov (Kamenski) |
| Pénalités     | - 09:50 Anderson - 11:33 C. Lemieux                                                                     | - 03:22 Nemtchinov - 09:50 Kroutov - 17:04 Fetissov - 46:05 Nemtchinov - 51:46 Kassatonov - 57:20 Priakhine (pénalité mineure et méconduite)       |
| Tirs au but   | 31 (6-13-12)                                                                                            | 29 (7-9-13) |